# Nijmegen

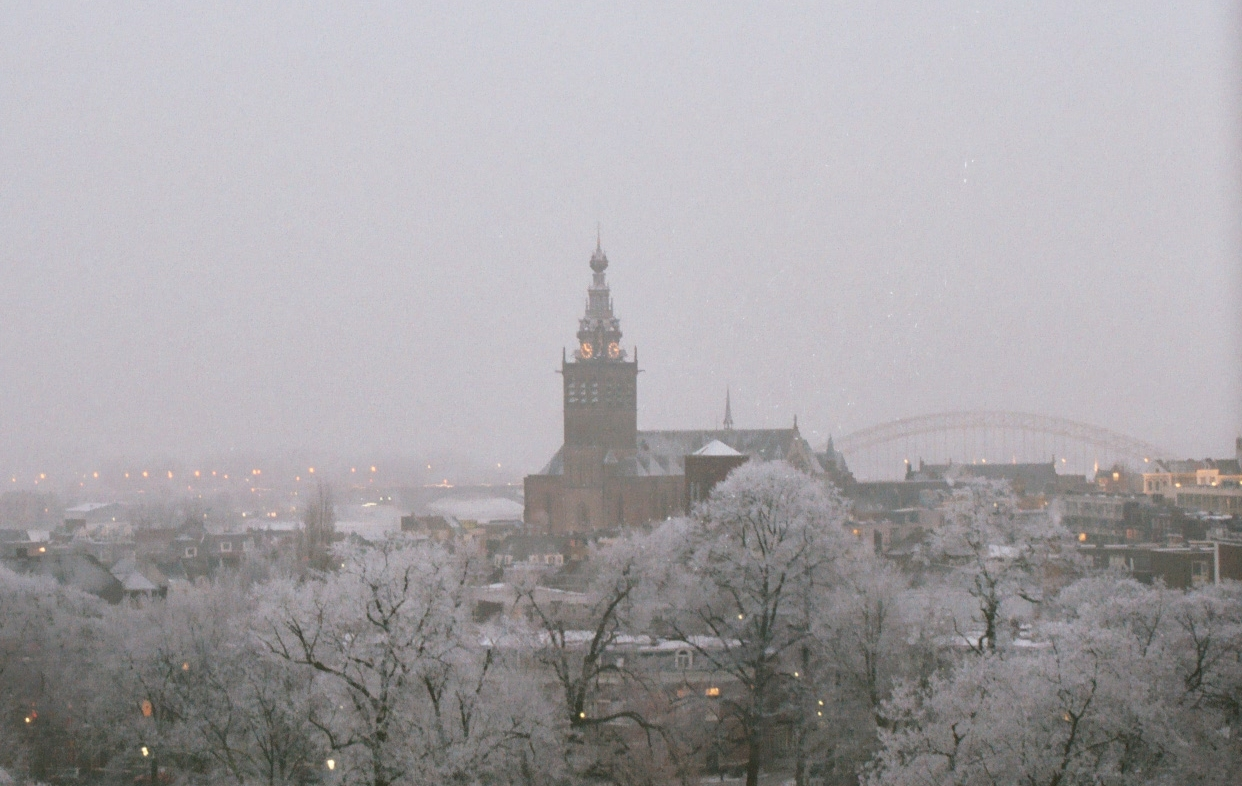
Panorama Nijmegen w zimie

Nijmegen – miasto we wschodniej Holandii, w prowincji Geldria, w pobliżu granicy z Niemcami, nad rzeką Waal, 20 km na południe od Arnhemu. Około 160 tys. mieszkańców.
Między rokiem 98 a 102 n.e. Nijmegen otrzymało swoją pierwszą oficjalną nazwę Oppidum Batavorum (miasto Batawian) oraz prawa miejskie od cesarza rzymskiego Trajana.
W mieście znajdują się stacje kolejowe Nijmegen Dukenburg, Nijmegen Heyendaal, Nijmegen Goffert i Nijmegen.
Nazwa zespołu Nijmegen — genetycznie uwarunkowanej choroby człowieka, została nadana dla upamiętnienia miejsca opisania pierwszego przypadku.
W mieście rozwinął się przemysł elektrotechniczny, chemiczny, papierniczy, odzieżowy oraz spożywczy.

## Nauka i szkolnictwo wyższe
Nijmegen jest znanym w Holandii miastem akademickim.

### Uniwersytety
- Uniwersytet imienia Radbouda (Radboud Universiteit Nijmegen) – założony w 1923 r. jako Katolicki Uniwersytet w Nijmegen (Katholieke Universiteit Nijmegen). W 2004 r. nazwa została zmieniona na obecną. Uniwersytet posiada Laboratorium Silnego Pola Magnetycznego (z ang. High Field Magnetic Laboratory), które jest używane do celów naukowych[4].
- HAN University of Applied Sciences - uczelnia z wydziałami w Nijmegen i Arnhem, powstała w wyniku połączenia Uniwersytetów Nauk Stosowanych w tych miastach[5].
- Uniwersytet w Nijmegen (Kwartierlijke Academie van Nijmegen) - pierwszy uniwersytet w Nijmegen, działający w latach 1655-1679[6].

## Sport
Nijmegen jest siedzibą klubu NEC Nijmegen.

## Sławni obywatele Nijmegen
- Amira Willighagen – śpiewaczka operowa
- Eddie Van Halen
- Jasper Cillessen – piłkarz
- De Staat – zespół muzyczny

## Miasta partnerskie
- Psków, Rosja
- Masaya, Nikaragua
- Higashimatsuyama, Japonia
- Albany, USA
- Gaziantep, Turcja